# VR Sr2
Die Sr2 sind nach der Sr1 die zweite Elektrolokomotiv-Baureihe, die von der Finnischen Staatsbahn VR mit der Spurweite 1524 mm beschafft wurden. Die Sr2 kommen sowohl im Reise- als auch im Güterzugdienst zum Einsatz, die zulässige Höchstgeschwindigkeit beträgt 210 km/h.

## Geschichte
Die Sr2 gehören zur Lok-2000-Familie und lehnen vom Design her stark an die Re 460 der SBB und die RE 465 der BLS an. Eine weitere Variante dieser Bauart haben die Norges Statsbaner in Form der NSB El 18 erworben.
Nach einer internationalen Ausschreibung durch die Finnischen Staatsbahnen (VR) siegte das schweizerische Konsortium SLM/ABB im Mai 1992 gegen namhafte europäische Konkurrenten. Somit sind die Sr2 vor allem eine Weiterentwicklung der Re 465.
Mit Versuchen in einer Klimakammer wurde sichergestellt, dass die neuen Lokomotiven einer Temperatur von bis zu −50 °C standhalten können. Im Pflichtenheft wurde vorgeschrieben, dass es bei einer Laufleistung von einer Million Kilometer nicht mehr als fünf Ausfälle geben darf. Die Schweizerische Lokomotiv- und Maschinenfabrik (SLM) und der schweizerisch-schwedische Konzern Asea Brown Boveri (ABB; vormals BBC) produzierten die Bestandteile. Aufgrund der hohen Arbeitslosenquote und Devisenknappheit in Finnland mussten der Bau der Lokomotivkästen und die Endmontage dort erfolgen. Die schweizerischen Produzenten mussten Handbücher in finnischer Sprache für die Lokomotivführer und das Werkstattpersonal erstellen.

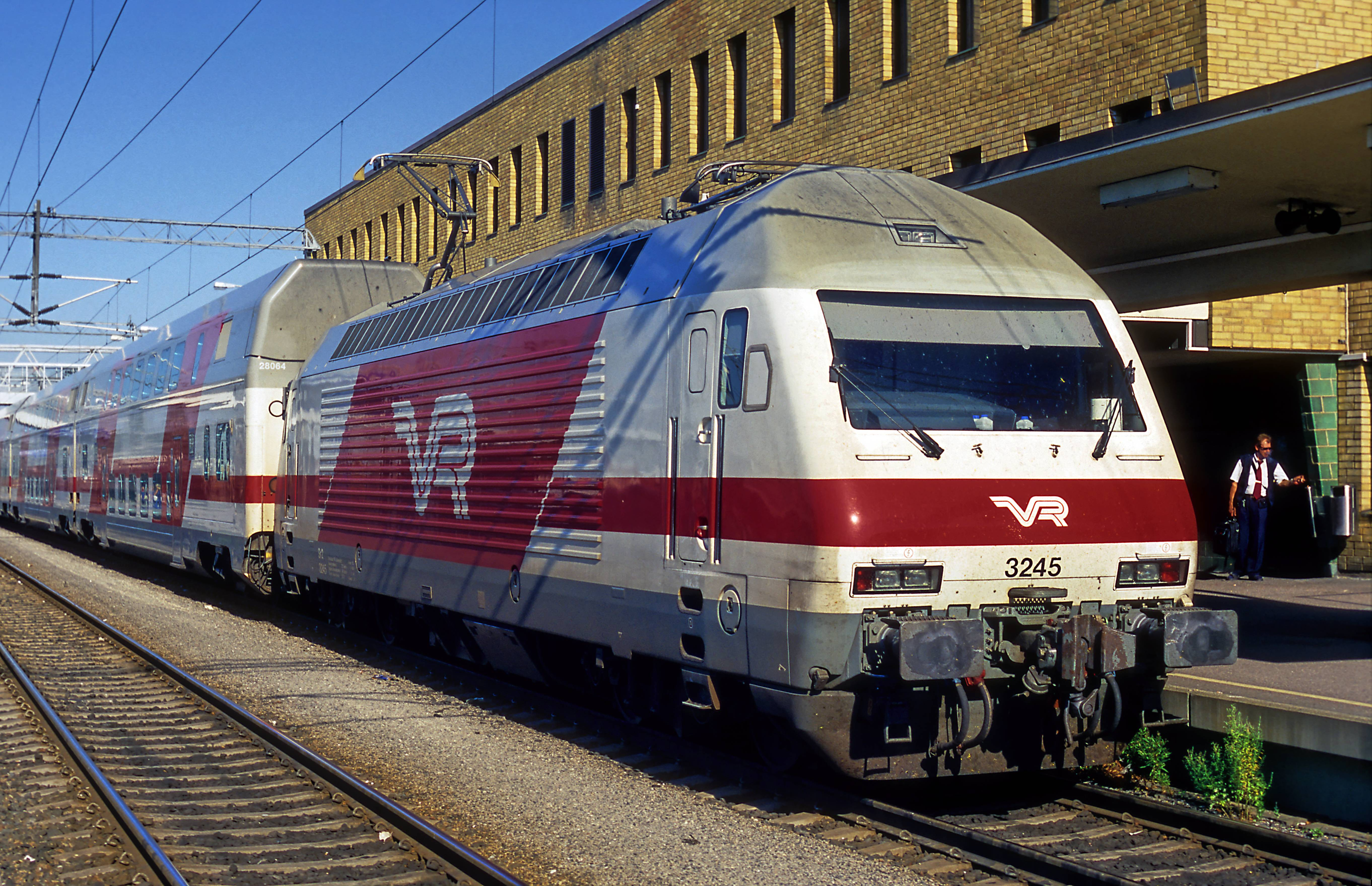
Sr2 im ursprünglichen InterCity-Design in Turku, 2006

Die wesentlichen Änderungen zur Anpassung an finnische Verhältnisse betreffen die Spurweite, die Hochspannungsausrüstung und den Haupttransformator wegen der Fahrdrahtspannung von 25 kV und den Einbau der Mittelpufferkupplung der Bauart SA-3. Die Lokomotiven der zweiten Serie (ab der Sr2 3221) erhielten Unilink-Kuppelköpfe mit integrierter Schraubenkupplungskette. Im Gegensatz zu den Schweizer Maschinen sind die Stromabnehmer-Einbauräume nicht verkleidet. Die breiteren finnischen Paletten ragen ohnehin seitlich über die Dachkontur hinaus. Zusätzlich erhielten die Lokomotiven keine Seitenschürzen. Dadurch wirken sie trotz ansonsten identischer Maße im Vergleich mit den schweizerischen und norwegischen etwas hochbeiniger.
Die ersten 20 Lokomotiven wurden 1996 fertiggestellt. 1999 wurden weitere 20 und 2000 nochmals sechs Stück bestellt.

## Verbleib
Seit 2021 erfolgt die Abstellung der Lokomotiven. Als erste wurde die Sr2 3201 zur Gewinnung von Ersatzteilen hinterstellt. Sr2 3204 und 3205 wurden im Juni/Juli 2023 als Ersatzteilspender in Oulu zerlegt. Die letzte Fahrt der Sr2 3202 fand am 25. Juli 2023 mit dem IC 27 von Helsinki nach Seinäjoki statt, von wo aus sie nach einer Panne nach Oulu geschleppt wurde. Auch sie wurde in Ersatzteile zerlegt. Sr2 3201 wurde ebenfalls in Oulu ausgeschlachtet, im Herbst folgten Sr2 3203 und 3206. Nach dem Ausbau brauchbarer Teile wurden die Lokomotiven nach Pieksämäki geschleppt. Sr2 3208 wurde Ende Mai 2024 zur Zerlegung gebracht und in der Woche 42/2024 in Oulu zur Ersatzteilgewinnung demontiert, 3209 in der Woche 43/2024 und die Demontage von 3211 begann in der Woche 47/2024.

## Restaurierung
Für die Serie wird eine Sanierungslösung untersucht, mit der einige der Lokomotiven die nächsten 20 Jahre im Einsatz bleiben könnten. In der Schweiz wurden ähnliche Umbauten an Lokomotiven des gleichen Typs bereits durchgeführt.
Am 12. Dezember 2024 standen Sr2 3203, 3204 und 3206 abgestellt in der Maschinenwerkstatt Pieksämäki.